# Svedjeberget
Svedjeberget var ett naturreservat i Åsele kommun i Västerbottens län.
Området var naturskyddat från 2009 och var 239 hektar stort. Reservatet angränsade till sydvästra hörnet av Björnlandets nationalpark och omfattar främst sydöstra sluttningen av Svedjeberget. Det uppgick i nationalparken 2017. Reservatet består av gammal brandpräglad
tallnaturskog samt barrblandskogar med asp.